# Алберт Попов
Алберт Попов е български състезател по ски алпийски дисциплини. Участва на две световни първенства, на зимни олимпийски игри – Пьонгчанг 2018 и на Зимни олимпийски игри 2022, където се класира на 9 място в слалома и 17 в гигантския слалом.            
На 26 февруари 2023 се класира на трето място в слалома от Световната купа по ски алпийски дисциплини в американския зимен център Палисейдс Тахо и по този начин България се завръща на подиума в старт от световната купа след 39 години пауза. Последният подиум е постигнат от Петър Попангелов на 16 декември 1984 в Мадона ди Кампильо.
На 8 януари 2025 година печели слалома от Световната купа по ски алпийски дисциплини в Мадона ди Кампильо, Италия. По този начин става вторият българин след Петър Попангелов с победа в стартовете от Световната купа. Победата на Попангелов е спечелена на същата дата преди 45 години.

## Биография
Роден е на 8 август 1997 г. в София.
Състезава се за „Мотен“, София.

## FIS Световна купа

### Подиуми
| Сезон   | Дата             | Локация                    | Събитие | Място |
| ------- | ---------------- | -------------------------- | ------- | ----- |
| 2024–25 | 8 януари 2025    | Мадона ди Кампильо, Италия | слалом  | 1     |
| 2022–23 | 26 февруари 2023 | Палисейдс Тахо, САЩ        | слалом  | 3     |

### Класирания в топ 10
- Сезон 2024/2025
- Алта Бадия, Италия, слалом – 10 място
- Венген, Швейцария, слалом – 10 място
- Сезон 2023/2024
- Гургл, Австрия, слалом – 10 място
- Сезон 2022/2023
- Мадона ди Кампильо, Италия, слалом – 10 място
- Сезон 2021/2022
- Куршевел-Мерибел, Франция, слалом – 4 място
- Сезон 2020/2021
- Шладминг, Австрия, слалом – 6 място
- Сезон 2018/2019
- Шладминг, Австрия, слалом – 6 място
- Кицбюел, Австрия, слалом – 9 място

## Участия на зимни олимпийски игри
| Олимпийски игри            | Място     | Държава    | дисциплина       | класиране   |
| -------------------------- | --------- | ---------- | ---------------- | ----------- |
| Зимни олимпийски игри 2018 | Пьонгчанг | Южна Корея | слалом           | не финишира |
| Зимни олимпийски игри 2018 | Пьонгчанг | Южна Корея | гигантски слалом | 28          |
| Зимни олимпийски игри 2022 | Пекин     | Китай      | гигантски слалом | 17          |
| Зимни олимпийски игри 2022 | Пекин     | Китай      | слалом           | 9           |

## Участия на световни първенства
- 2015 : не финишира
- 2017 : Санкт Мориц (Швейцария): 27-и в слалома
- 2019 : 29-и в гигантския слалом
- 2021 : 24-ти в гигантския слалом
- 2023 : 35-ти в гигантския слалом
- 2025 : 18-ти в слалома

## Европейска купа
- 28 старта
  - 2016 Обергеен (Италия): 20-и в слалома

## Световно първенство за младежи
- 2018 Давос (Швейцария): 3-ти в гигантския слалом